# Нед Демерон
Нед Демерон (англ. Ned Dameron, нар. 7 травня 1943) — художник наукової фантастики та фентезі.

## Вплив
Його мати мала галерею в Новому Орлеані, де вона в основному займалася сучасним європейським живописом, що походить від фантастичної школи, що вирішальним чином вплинуло на його поворот у цьому напрямку мистецтва.

## Доробок
Нед Дамерон створив обкладинки для багатьох жанрових романів, включаючи серію «Темна вежа» Стівена Кінга та «Друге покоління» Маргарет Вайс і Трейсі Гікман. Він також зробив інтер'єрні ілюстрації для багатьох книг «Підземелля та дракони» та журналу «Dragon» з 1989 по 1999 роки, а також обкладинки для книг «Темне сонце» «Трі-Крін з Атаса» та «За межами призмової пентади». Його інтер'єрне мистецтво було показано у Wizards and Rogues of the Realms (1995).